# Aimpoint CompM4

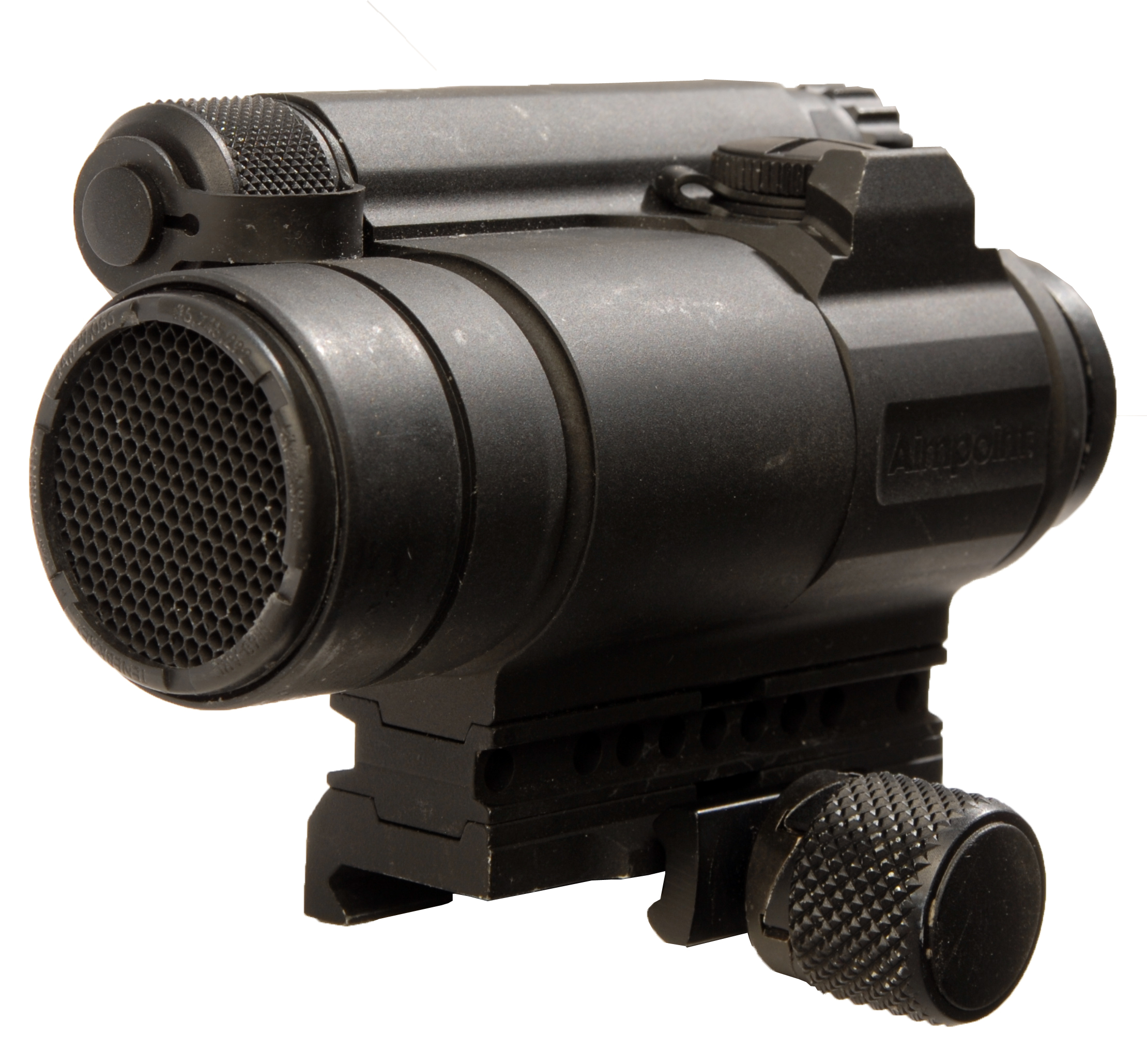
Cea mai nouă versiune a Armatei Americane a M68 Close Combat Optic (CCO) este Aimpoint CompM4.

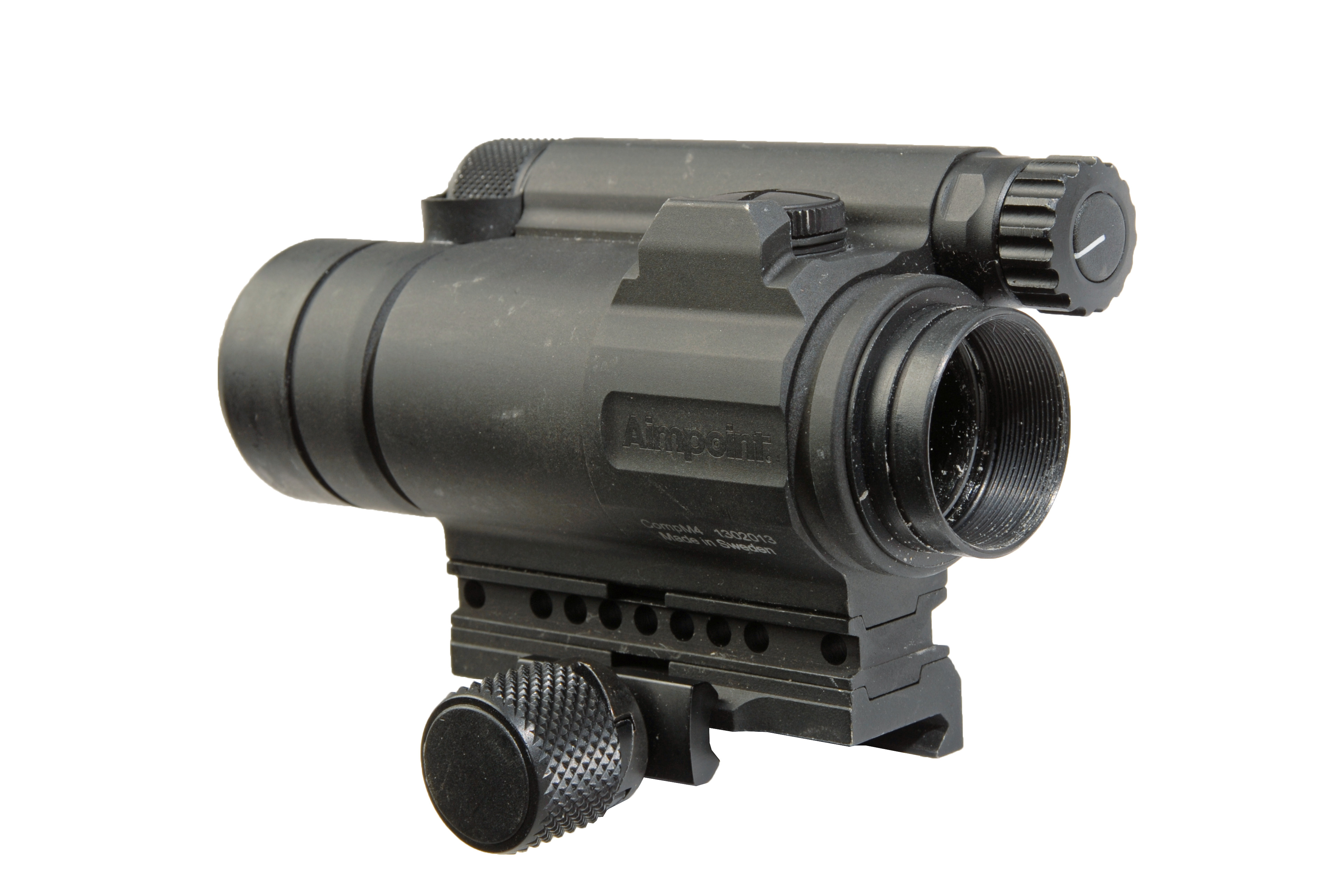
Capătul trăgător al CompM4 cu butonul de control al puterii

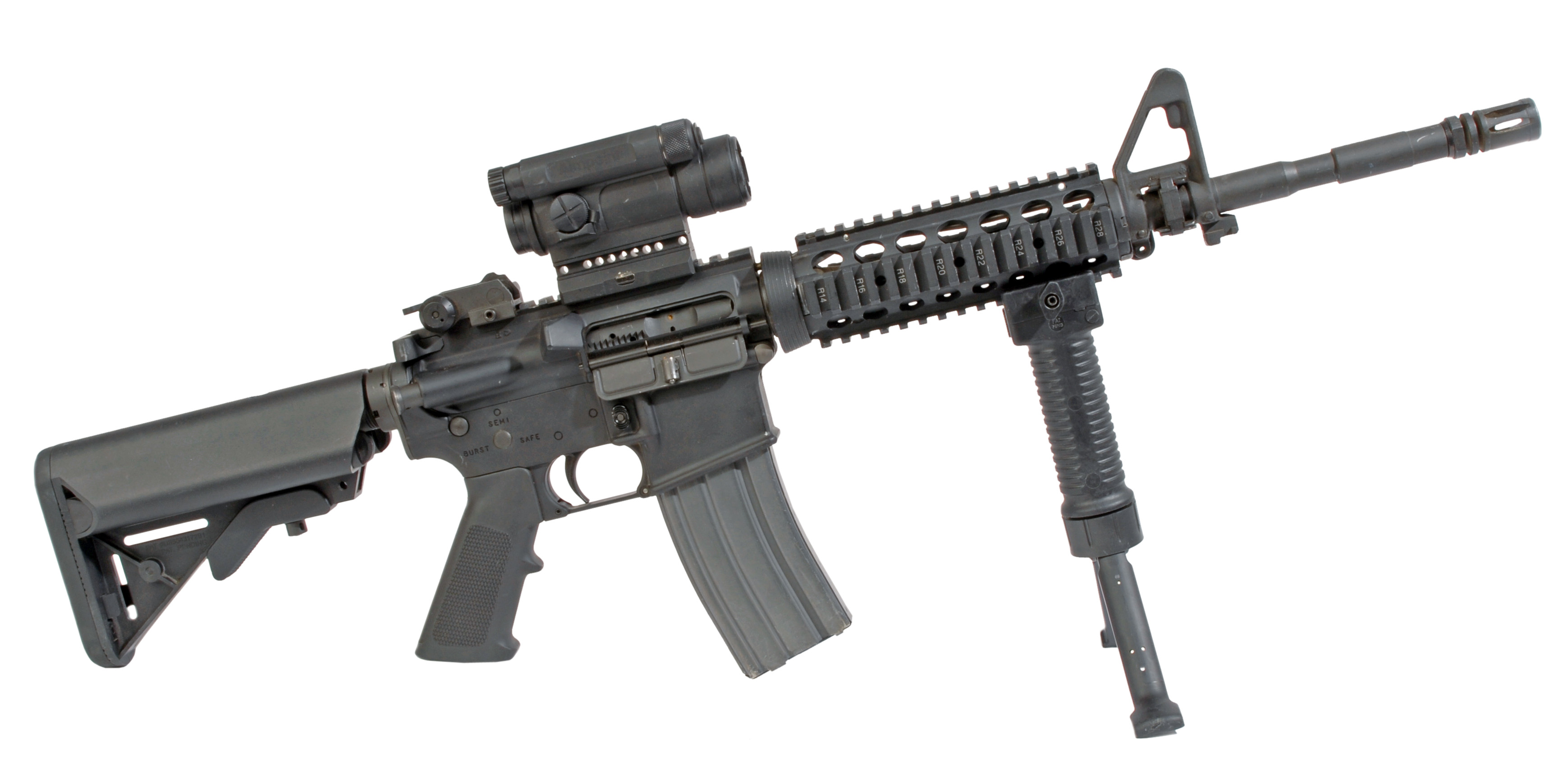
O carabină M4 cu un sistem de șine Picatinny pe receptorul superior și apărător de mână pe patru laturi, arătând un „Grip Pod” GPS-02, un tip de prindere verticală care are un bipied deplasabil în interiorul mânerului și o vizor optic M68 CCO

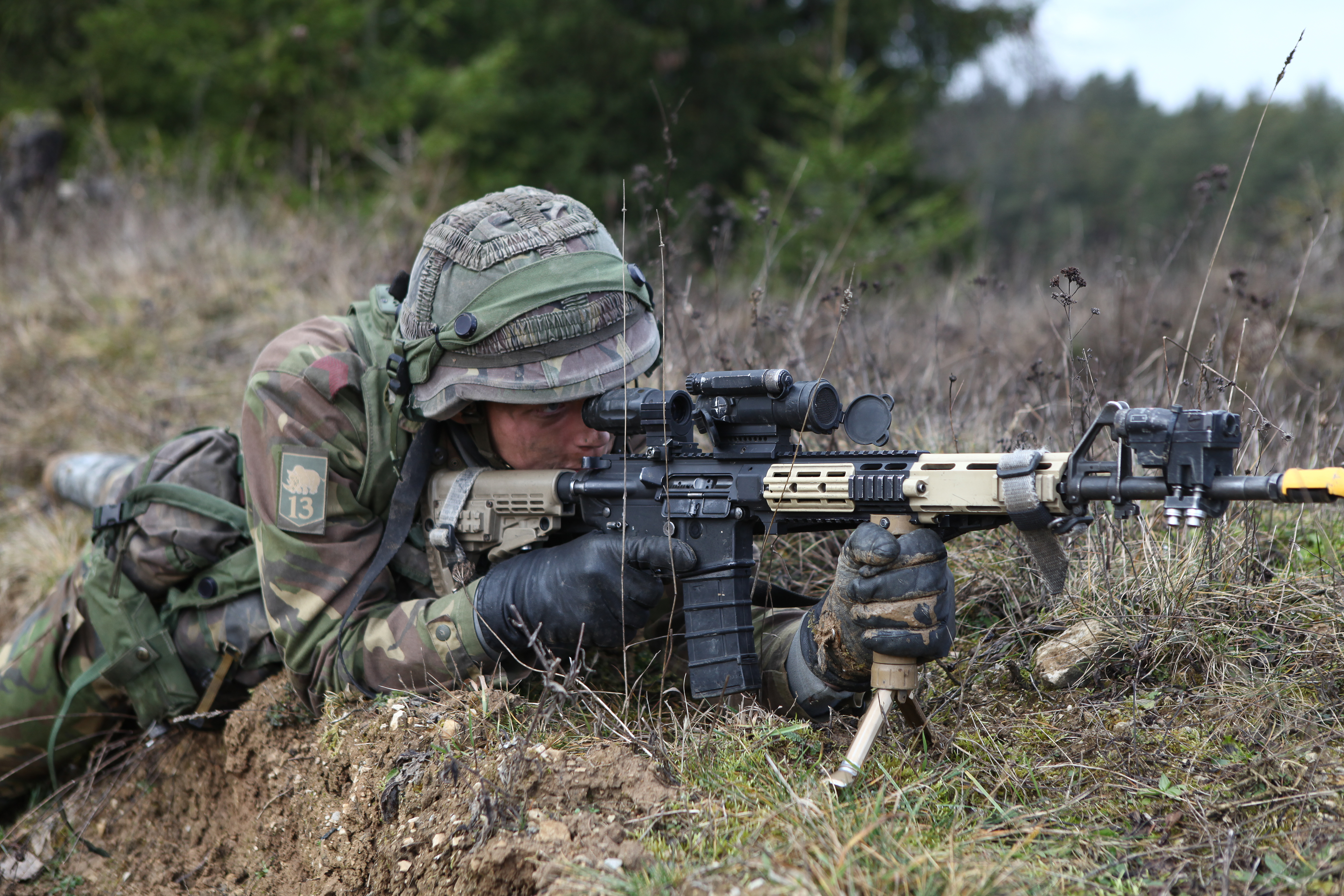
Pușcă de asalt C7NLD cu Aimpoint CompM4 și lupă Aimpoint 3XMag-11 însoțitoare în spate

Aimpoint CompM4 este o lunetă de pistol în stil punct roșu fără mărire, adoptată de Forțele Armate ale SUA. Este produsă de compania suedeză Aimpoint AB și este succesoarea precedentului model Aimpoint CompM2.

## Dimensiune
- Lungime: 120 mm (4,7 in)
- Lățime (numai vedere): 53 mm (2,1 in)
- Înălțime (numai vedere): 60 mm (2,4 in)
- Lățime (inclusiv suport): 72 mm (2,8 in)
- Înălțime (inclusiv suport): 72 mm (2,8 in)
- Lățimea inelului de montare: niciunul (nu necesită inel de montare)
- Masă (numai la vedere): 265 g (9,3 oz)
- Masă (inclusiv suport): 335 g (11,8 oz)